# Орлово (Нідзицький повіт)
Орлово (пол. Orłowo, нім. Orlau) — село в Польщі, у гміні Нідзиця Нідзицького повіту Вармінсько-Мазурського воєводства.
Населення — 204 особи (2011).
У 1975-1998 роках село належало до Ольштинського воєводства.

## Демографія
Демографічна структура станом на 31 березня 2011 року:
|          | Загалом | Допрацездатний вік | Працездатний вік | Постпрацездатний вік |
| -------- | ------- | ------------------ | ---------------- | -------------------- |
| Чоловіки | 104     | 24                 | 73               | 7                    |
| Жінки    | 100     | 17                 | 62               | 21                   |
| Разом    | 204     | 41                 | 135              | 28                   |